# Silene bamianica
Silene bamianica är en nejlikväxtart som beskrevs av Alexander Gilli. Silene bamianica ingår i släktet glimmar, och familjen nejlikväxter. Inga underarter finns listade i Catalogue of Life.